# Епархия Кароры
Епархия Кароры (лат. Dioecesis Carorensis) — епархия Римско-католической церкви с центром в городе Карора, Венесуэла. Епархия Кароры входит в митрополию Баркисимето. Кафедральным собором епархии Кароры является церковь святого Иоанна Крестителя.

## История
25 июля 1992 года Римский папа Иоанн Павел II издал буллу «Certiori christifidelium», которой учредил епархию Кароры, выделив её из архиепархии Баркисимето.

## Ординарии епархии
- епископ Eduardo Herrera Riera (5.07.1994 — 5.12.2003);
- епископ Ulises Antonio Gutiérrez Reyes (5.12.2003 — 27.08.2011), назначен архиепископом Сьюдад-Боливара;
- епископ Luis Armando Tineo Rivera (с 23.07.2013).

## Источник
- Annuario Pontificio, Libreria Editrice Vaticana, Città del Vaticano, 2003, ISBN 88-209-7422-3
- Булла Certiori christifidelium  (лат.)